# Batalla de Leucata
La batalla de Leucata fou un dels combats de la Guerra dels Trenta Anys entre els Regnes de les Espanyes i el regne de França

## Antecedents
Dins del marc de la Guerra dels Trenta Anys entre la Monarquia Hispànica i França que havia començat l'any 1635 amb la presa d'Oristany, la batalla de Les Avins i la Batalla de les illes Lerins el 1635, el front peninsular havia estat objecte només d'encontres sense importància. Malgrat un primer pla d'atac a través dels Pirineus, preparat el 1636 per afavorir l'ofensiva principal des de Flandes, l'ofensiva només fou possible el 1637. Així es considerà apropiat entrar a França pel Rosselló i realitzar una diversió en favor de teatres de guerra més importants com els dels Països Baixos o Italia.
Entretant els francesos havien estat reparant el castell de Leucata i els passos fronterers, concentrant-hi infanteria i cavalleria suficient per atacar el Rosselló, de manera que es va acordar reforçar Perpinyà i Salses amb tropa sense antecessors francesos.

## L'exèrcit espanyol d'invasió
A mitjans de 1637 l'exèrcit regular comandat per Gerard de Cervelló i Mercader, el baró d'Orpesa, estava reunit, i es componia de forces regulars: 
- Regiment del Conde-Duque (Mestre de Camp el Marquès de Mortara),
- Regiment del Comte d'Orpesa (Mestre de Camp Diego de Zuñiga),
- Regiment de l'Almirall de Castilla,
- Regiment del Conde de Aguilar
- Regiment del Marques de la Guardia
- Regiment del Comte de Fuensaldaña
- Terç mallorquí de Francisco de Espejo
- Almenys 15 companyies de cavalleria (bona part de les quals eren part de les Guàrdies de Castella): Conde-Duque, Comte de Bustamante, Comte de Peño en Rostro, Comte d'Aguilar, Comte de Colmenar, Duc de Ciudad Real, Fadrique Enriquez, Francisco Marino, Pedro Antonio de Jullio, Juan de Terraza, Pedro Antonio de Solís, Bernardo de Soler, Luis Gaitán, Andrés Afilo Marino i Pedro Royo.

Per tal d'ajuntar un exèrcit, a part de les escasses forces regulars disponibles, es decidí disposar de contingents de milícies catalanes seguint l'usatge princeps namque amb un edicte que Enric III d'Empúries, duc de Cardona i virrei de Catalunya, promulgà el 13 de juny, però de seguida fou rebutjat públicament per part de les institucions com una contrafacció amb dos motius de fons: L'usatge havia estat invocat pel Virrei i no pel Rei estant present dins del Principat, i segon, no hi havia guerra dins del Principat.
Tot i la general oposició es començaren a formar unes poques companyies de milícies catalanes per tal de participar en l'empresa. El 8 d'agost, Girona s'oferí amb una companyia de 90 homes comanada per Galceran de Cartellà, Baró de Falgons per a servir durant 3 mesos en la campanya. Tot i això quan l'exèrcit sortí a la campanya no hi havia tropes catalanes en ell. Posteriorment i un cop es comprovà la reacció francesa, s'aprovà aixecar les següents tropes:
- Companyia de la Vila d'Olot i Comte de Peralada amb 400 homes
- Terç de 500 homes pagat durant 3 mesos pel Consell de Cent a Barcelona.

## El setge de Leucata
El 27 d'agost, van arribar a la fortalesa de Leucata 12.000 infants i 1.300 cavallers amb un tren d'artilleria compost d'almenys 37 canons (14 d'ells de 40 lliures) i 4 morters. El 29 d'agost l'exèrcit entrà al Pla de la Palma i inicià els seus atacs al poble de Leucata.
La guarnició francesa de la plaça era comandada per Hercule Boursier de Barri, senyor de Barri, governador del fort amb 110 soldats i de seguida incorporà 60 habitants del poble de Leucata a la plaça. aquest va decidir disputar el poble per permetre l'arribada de reforços a la guarnició. Hi destacà dues companyies del regiment de Languedoc sota el comanament del Senyor de Lermont, i gràcies a la seva resistència Leucata va poder ser reforçada per un miler d'homes. Finalment el poble fou ocupat i incendiat el 2 de setembre. Tot seguit s'inicià el setge del fort. Gerard de Cervelló i Mercader intentà comprar amb cinc mil escuts en mà i 6.000 de per vida per tal que lliurés el castell, oferta que rebutjà.
Mentrestant l'exèrcit espanyol construïa les fortificacions del seu camp, aixecant una muralla de 6 peus d'alçada i construint 2 forts, el fort principal tenia el nom de Cervellon i estava situat a la banda de l'estany, tocant el Mediterrani hi havia el fort de la Guàrdia. Es construïren 3 bateries amb 4 mig canó i 2 quarts de canó cadascuna que batien la plaça amb unes 400 o 500 bales cada dia.

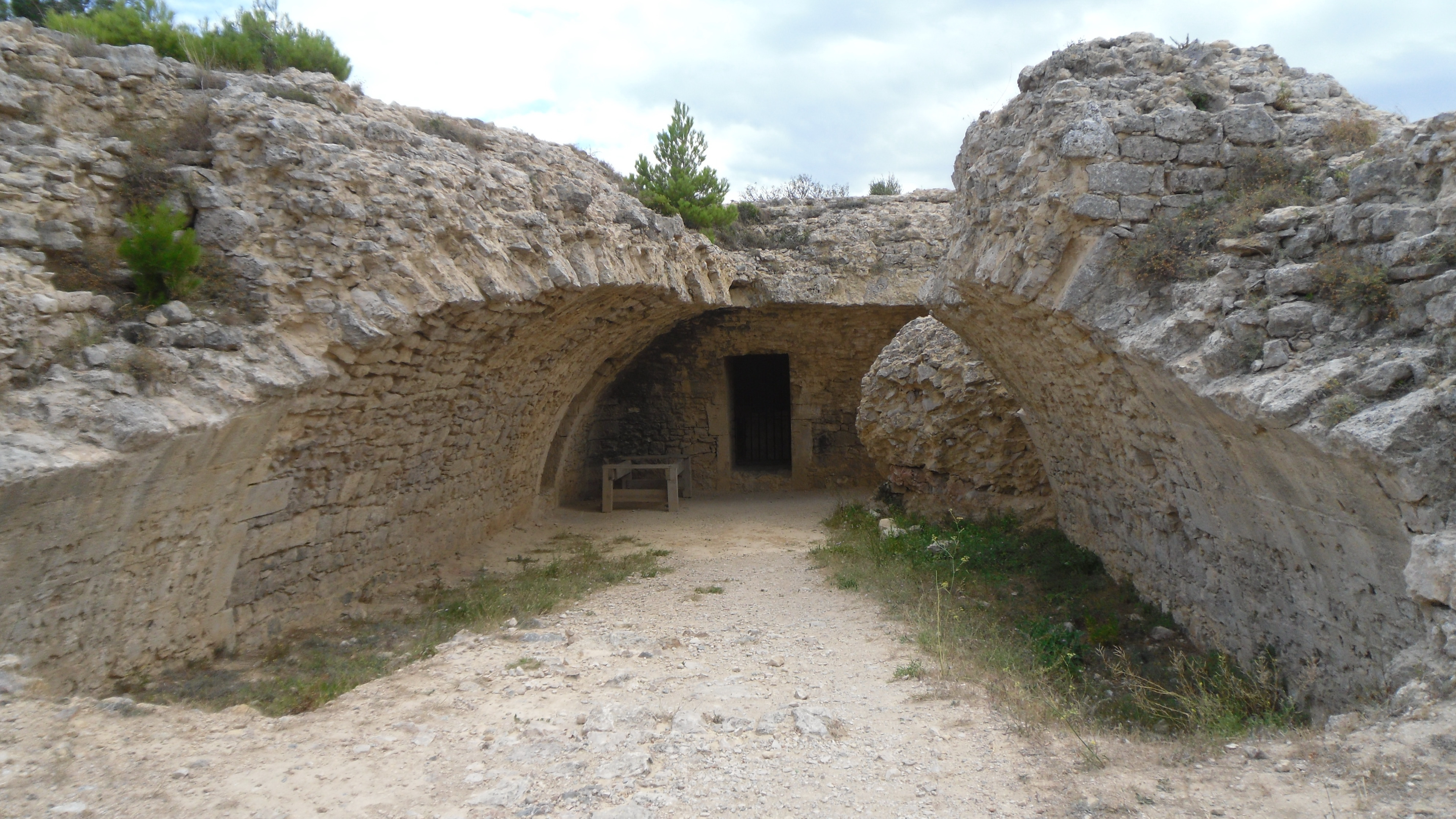
Fort de Leucata.

La reacció francesa fou ràpida: d'una banda l'11 de setembre es convocaren les milícies del Llenguadoc, d'altra banda es cridà a les forces que sota el comanament d'Henri Harcourt de Lorena, el comte d'Harcourt havien anat a reconquerir les Illes Lerins. Aquestes forces s'ajuntaren a les regulars de Charles de Schomberg, el duc d'Hallwin formades pel regiment du Languedoc i els seus gentilshommes decavalleria.
Mentre es reunien aquestes tropes, la cavalleria espanyola saquejava el país fins a les portes de Narbona. D'altra banda l'escassetat de queviures a la plaça esdevenia punyent i fins i els seus reductes exteriors quedaren progressivament enderrocats. La presa del fort es donava per fet a Espanya.

## L'exèrcit francès de socors
El total de les forces reunides per l'exèrcit francès era de 20.000 homes i 4.000 cavalls. Les forces que arribaren amb Harcourt de Lorena foren sis regiments d'infanteria: Harcourt, Vitry, Les Galères, Les Iles, Castrevieille i Clermont.
Les milícies de Llenguadoc aixecades foren:
- Sis regiments d'infanteria: Vila i diòcesis de Nîmes (1.200 homes disponibles el 15 de setembre), Duc del Rosselló novament aixecat (anomenat també Tournon), Marquès de Mirepoix, Baró de Merviel, Saint-André i Gangis
- Nou companyies companyies de cavalleria: Marquès de Mirepoix, Comte d'Aubijoux, Comte de Crussol, Baró de Léran, Baró de Mauléon, Baró de Magalas, Baró de Bérat, Baró de Cauvisson i Baró de Spondeillan
- 400 homes aixecats pel Bisbe de Montpellier i 200 homes aixecats pel Bisbe de Nîmes
- La recluta de Montgallard
- Dues companyies de dragons de la vila de Tolosa
- Dues companyies de chevau-légers: una de la vila de Montpellier i una de la vila de Nîmes
- Una companyia de gentilshommes del Bisbe d'Albi amb 50 caballs
- Els gentilshommes del Marquès d'Ambres amb 150 caballs

A més a més arribaren com a reforç la companyia de chevaux-légers de Verville i la companyia de caballs de Boissac i els regiments de Castelan, de la Tour, Saint Aulnays i 11 companyies del regiment d'Urfé. Finalment, encara que foren demanats com a reforç, els regiments de Serignan i Vaubecour es quedaren protegint la Guyenne.

## Batalla
El 28 de setembre un cop l'exèrcit francès arribà davant del camp espanyol, l'inspeccionà amb atenció. La superioritat en artilleria dels espanyols era notable, ja que entre 15 i 20 canons protegien els accesos exteriors al camp. En canvi els francesos només disposaven de canons de galeres subministrats per l'almirall Henri d'Escoubleau de Sourdis. Per aquesta raó, es decidí en consell de guerra atacar el camp espanyol de nit i per cinc indrets diferents.
A la vesprada s'inicià l'assalt. Pel costat del pont (a la dreta) varen atacar els regiments de Saint-Aunetz, Narbona, Béziers i diòcesis de Castres, la companyia de voluntaris de Sieur de Lairan i la companyia de mosqueters a cavall de Toulouse, comanada per Sieur de Calvet. A l'altra banda, a l'esquerra, del costat de l'estany el regiment de Languedoc, el de Mirepoix i els comanats pels Sieurs de Jonquières i el Sieur de Cauvisson amb 150 Gentilshomes comanats pel Marquès d'Ambre i 50 maîtres de la companyia del Comte de Cramail. A la seua dreta, el regiment de Saint-André sostingut pel de Nîmes i el de Castres i la companyia de gendarmes del Duc d'Hallwin comanada pel Comte de Bioule i per 50 o 60 gentilshommes comanats pel Sieur de Clermont-Sessac. A la seva dreta estava el regiment de Castelan, sostingut pels regiments de Montpellier i el de Carcassonne i cent gentilshommes de la corneta blanca comanats pel Marquès de Mirepoix amb 50 homes i els Sieurs de Monssolens i de Mauléon cadascun amb 50 amics i parents. A la seua dreta atacà el regiment de Vitry comanat per Sieur de Clermont-Verpilliard, el de Sieur de Mervielle, el de Sieur de Vallac sostingut pels guardes del Duc d'Hallwin comanats per Sieur Dandonville, una companyia de mosqueters a cavall de Toulouse comanada per Sieur de Casel, la companyia de cheveaux-légers del Sieur de Boissac comanada pel Duc d'Hallwin, la companyia de Sieur de Sainte-Croix, i els Sieurs de Saussan i de Malves amb cadascun una companyia de quaranta maîtres. Finalment en reserva es quedaren en reserva les tropes dels comuns (ajuntaments) de Lodève, Ganges i Cevennes i la companyia de caballs de Sieur de Spondillan amb 50 maîtres.
El primer a entrar en les posicions espanyoles fou el Marquès d'Ambres. En canvi el Marquès de Saint-Aunetz (fill del Senyor du Barri) no pogué introduir-se dins el fort de Cervellón i fou rebutjat amb moltes pèrdues amb totes les tropes que comanava. No obstant això, els altres quatre atacs foren exitosos. Els francesos s'introduïren primerament al camp per les posicions del tercio del Marquès d'Oropesa, que es desbandà. Els capitans del tercio i les poques tropes que restaren amb ells que mantingueren les posicions abandonats dels seus soldats varen resultar anihilats. Un cop els francesos van entrar en el campament, la cavalleria espanyola intentà rebutjar-los. Malgrat tot l'interior del campament espanyol era reduït i no pogueren utilitzar la tàctica de la caracola i la infanteria francesa aconseguí resistir amb l'ajut dels enfants perdus del Sieur d'Argencourt que s'havien introduït en petites partides a l'interior del campament. Mentrestant la infanteria francesa facilitava entrades per la caballeria a través de les trinxeres. Així amb l'ajut de la cavalleria que començà a fluir vers l'interior de la fortificació, es reuniren la companyia de gens d'armes de Boissac i entre 400 a 500 cavallers comandats pel Mestre de Camp Terrasse que carregaren sobre la caballeria espanyola i la desferen.
A continuació la infanteria espanyola, amb el regiment del Comte Duc al davant i que havia sortit del fort de Cervellon, carregà contra els francesos encara desorganitzats per l'enfrontament amb la caballeria espanyola, però malgrat tota la infanteria francesa, amb l'ajut de la caballeria rebutjà l'atac i obligà a les tropes espanyoles a refugiar-se tot just davant del fort de Cervellon. Aleshores els regiments de Vitry i de Languedoc que en la foscor de la nit no sabien que les tropes espanyoles estiguessin al resguard del fort l'atacà patint força a causa del foc que es feia des de l'interior.
Malgrat tot, l'atac de la caballeria francesa, amb la companyia de Boissac (que resultà delmada en l'afer), Sainte-Croix, la de gens d'armes del Duc d'Hallwin, la companyia de chevaux légers del Sieur de Malves i els voluntaris de Monsolens, Monsieurs d'Annibal, de Pérault, Clermont de Lodève, Morangé, Mirepoix, d'Aubijoux, Montbrun, Mense, de Bioule i François de Moustiers, comte de Mérinville carregaren 8 o 10 cops sobre el regiment del Comte Duc, que es reorganitzava a l'empara del fort, durant aquest enfrontament fins a 5 hores.
Tots dos adversaris estaven esgotats i es retiraren a llurs posicions per esperar l'arribada del dia i continuar la lluita. Mentrestant l'arquebisbe de Bordeus, reuní els regiments de Saint Aunais i els dels comuns de Béziers i Castres que havien estat rebutjats en el seu atac i s'introduí a l'interior del campament espanyol com a reforç pels francesos que allí lluitaven. La nova de què arribaven reforços s'estengué per les tropes franceses i després per les espanyoles que en conèixer la notícia començaren a abandonar el camp.
Quan arribà el matí les tropes franceses s'adonaren que els espanyols havien abandonat la lluita travessant el grau (entrada del mar a l'estany) i fugint per la llengua de sorra entre l'estany i el mar. Només alguns infants espanyols encara estaven a la vista a prop de l'estany. En el campament havia quedat tota l'artilleria. Uns 200 homes del regiment del Conde-Duque ocupaven encara el fort de Cervelló. Al matí foren atacats i no se'ls hi donà quarter.

## Conseqüències
Les tropes espanyoles havien estat rebutjades del Llenguadoc quan a Espanya ja es feien cabal·les sobre els objectius un cop s'hauria conquerit Leucata. La pèrdua de prestigi fou gran i la confiança mútua entre la Monarquia Hispànica i Catalunya patí una forta crisi.
L'exèrcit espanyol patí la derrota de forma desigual, i el Terç del Comte d'Orpesa veié els seus comanaments gairebé anihilats, amb 11 dels seus capitans i el seu Mestre de Camp morts i 3 capitans ferits però la majoria de la tropa es donà a la fuita. En canvi d'altres terços tingueren moltes menys baixes, senyal d'una breu resistència i ràpida retirada. Així el regiment del Conde-Duque va tenir 3 capitans morts i 4 de ferits, el del Comte d'Aguilar 3 de ferits i el del Duc d'Osuna 6 de ferits. Pel que fa a la companyia de Girona situada tocant a la banda del mar, el seu capità fou capturat (juntament amb un altre soldat) i la companyia dispersa amb 14 morts i 40 ferits. La cavalleria Espanyola també patí considerablement i el seu cap, el Duc de Ciudad Real i el seu fill el Comte d'Armayoma foren malferits, 2 capitans resultaren morts i 4 resultaren ferits. En total les baixes espanyoles foren d'uns 1.500 homes entre morts, ferits i capturats, a part de tota l'artilleria i la caixa de l'exèrcit que foren abandonades i 12 estendards (10 banderes i 2 cornetes de cavalleria) que foren capturats.
Els francesos, per la seua banda, patiren un gran nombre de baixes entre la noblesa del Llenguadoc (Gentilshommes) i entre ells Alexandre de Levís, Marquès de Mirapeis que morí a l'encontre així com el Cavaller de Suze, el Vescomte de Montfa i el Senyor d'Autri. En total els francesos tingueren unes 1.200 baixes i proclamaren haver capturat fins a 45 canons i 4 morters i que els espanyols havien llençat a l'estany 25 canons més. Òbviament els espanyols no disposaven d'una artilleria tan nombrosa i a més a més és dubtós que amb la desbandada que es va produir aquella nit cap canó fos enfonsat a l'estany.
El Duc d'Halwin fou nomenat Maréchal de France amb el mateix nom -Schomberg- que ja havia tingut el seu pare.
Un cop acabada la guerra dels segadors la fortalesa de Leucata esdevingué inútil i a proposta del Parlament del Llenguadoc, Lluís XIV de França manà enderrocar el castell l'any 1665.